# Георгиу, Константинос
Константинос Георгиу (греч. Κωνσταντινος Γεωργιου, исп. Constantino Jorge; 15 мая 1830, Тинос, Греция — 4 ноября 1896, Буэнос-Айрес, Аргентина) — известный капитан военно-морского флота Аргентины, участник войн с Конфедерацией и Парагваем и экспедиций в Патагонию.

## Биография
Константинос Георгиу родился на греческом острове Тинос 15 мая 1830 года.
Обосновался в Río de la Plata, Аргентина в 1851 году и в том же году поступил на службу гардемарином на паровой фрегат «Dom Afonso», на котором принял участие в экспедиции и сражении при Tonelero. В 1852 году был назначен адъютантом Штаба ВМФ. В 1853 году участвовал в сражении при острове Мартин-Гарсия против Конфедерации.
Позже перешел на голет «9 de Julio». В том же году участвовал в захвате острова Мартин-Гарсия и в экспедициях к рекам Рио-Негро и Рио-Колорадо на судне «Maipú».
В 1855 году участвовал в походе к Байя-Бланка и Кармен-де-Патагонес. 18 августа 1857 года был повышен в звании и состоял в почётном карауле при захоронении останков основателя ВМФ Аргентины адмирала Гильермо Брауна.

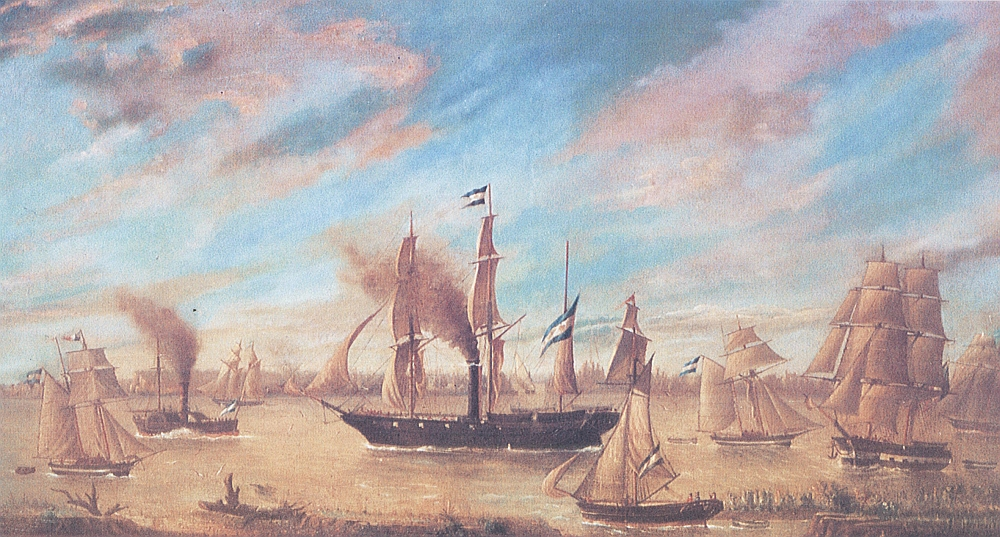
Vapor General Pinto frente a Rosario (óleo de José Murature, ca.1865.

В новом конфликте с Конфедерацией, в 1859 году, Георгиу участвовал под командованием José Murature на борту парового корабля «Pinto».
Во время этого похода, 7 июля, экипаж корабля поднял мятеж. Георгиу, находившийся на вахте, поднял по тревоге офицеров. Состоялся бой между офицерами и мятежниками, в котором Георгиу получил пулевое и ножевое ранения, и был взят мятежниками в плен, но был освобождён 25 августа.
С 8 июля 1860 года, будучи вторым офицером на борту корабля «Caaguazú», участвовал в сражении при Pavón.
Принял командование корабля «Сальто» в 1862 года.
В 1863 году Георгий был снова переведён в Штаб ВМФ в Буэнос-Айрес.
В 1868 году в звании капитана принял командование парового голета «Argos», с которым участвовал в войне против Парагвая и в сражении при Lomas Valentinas (1869).
В 1870 году был назначен комендантом острова Мартин-Гарсия.
Во время революции 1874 года командовал монитором «Эль-Плата» типа «Лос-Андес».
Приняв командование кораблём «Santa Cruz», предпринял экспедиции в аргентинскую Патагонию, до возвращения в Штаб ВМФ, в 1880 году.
Георгиу ушёл в отставку в 1895 году после 47 лет службы в ВМФ Аргентины и умер в Буэнос-Айресе 4 ноября 1896 года.

### Внешние ссылки
- Vapor General Pinto.
- Historia y Arqueologia Marítima
- Maniobras y términos navales
- Sitio oficial de la Armada de la República Argentina (ARA)
- Organización de la Armada después de Caseros.